# 東滝沢村
東滝沢村（ひがしたきざわむら）は秋田県由利郡にあった村。現在の由利本荘市中部、子吉川右岸、由利高原鉄道鳥海山ろく線曲沢駅・前郷駅・久保田駅周辺にあたる。

## 地理
- 山：桧葉山、柴倉山、沼山
- 河川：子吉川

## 歴史
- 1889年（明治22年）4月1日 - 町村制の施行により、前郷村、東中沢村、大水口村、五十土村、久保田村、小菅野村、曲沢村、陳ヶ森村、飯沢村の区域で発足する。
- 1955年（昭和30年）3月1日 - 西滝沢村・鮎川村と合併して由利村が発足し、東滝沢村が廃止となる。

## 交通

### 鉄道路線
- 日本国有鉄道
  - 矢島線（現・由利高原鉄道鳥海山ろく線）
    - 前郷駅

現在は旧村域に曲沢駅・久保田駅が所在するが、当時は未開業。

### 道路
- 矢島街道（現・国道108号）

## 出身者
- 植村伴次郎（実業家、東北新社創業者）

## 歴代村長
- 東海林一也
- 多田善治郎